# لوريس بوريلي
لوريس بوريلي (بالفرنسية: Lorys Bourelly)‏ (مواليد 27 مايو 1992) هو سبّاح فرنسي، مثّل بلاده في الألعاب الأولمبية الصيفية 2016.

## روابط خارجية
لوريس بوريلي على موقع الاتحاد الدولي للسباحة (الإنجليزية)
- لوريس بوريلي على موقع SwimRankings.net (الإنجليزية)
- لوريس بوريلي على موقع اللجنة الأولمبية الدولية (الإنجليزية)
- لوريس بوريلي على موقع أوليمبيديا (الإنجليزية)
- لوريس بوريلي على موقع اللجنة الأولمبية الفرنسية (مؤرشف) (الفرنسية)